# بهرام شاه‌محمدلو
بهرام شاه‌محمدلو (زاده ۲۵ آذر ۱۳۲۹ در تهران) کارگردان، تهیه‌کننده و بازیگر تئاتر، سینما و تلویزیون اهل ایران است.

## زندگی
شاه‌محمدلو در ۲۵ آذر ۱۳۲۹ در تهران به دنیا آمد. شاه‌محمدلو که یکی از تشکیل‌دهندگان اولین گروه مرکز حرفه‌ای تئاتر کانون پرورش فکری کودکان و نوجوانان در سال ۱۳۵۰ بود، در سال ۱۳۵۲ تحصیلاتش را در رشته هنرهای نمایشی دانشکده هنرهای زیبا از دانشگاه تهران به پایان برده‌است.
از آثار تلویزیونی وی می‌توان به مجموعه آقای حکایتی (کودک و نوجوان) و سریال گرگ‌ها در نقش هامون اشاره کرد. از فعالیت‌های وی در تئاتر، می‌توان ایفای نقش در نمایش افرا در سال ۱۳۸۶ و شرکت در نمایش دو لیتر در دو لیتر صلح در سال ۱۳۹۱ و نمایش «چه کسی سهراب را کشت؟» در سال ۱۳۹۶ را نام برد.
شاه‌محمدلو همسر راضیه برومند نویسنده و بازیگر تلویزیون و تئاتر است.

## آثار

### بازیگری
- داش آکُل، کارگردانان جمشید نقاشزاده و جهانگیر صمیمی‌فرد، تئاتر تلویزیونی، شبکه اول، ۱۳۴۷
- زورق سرگردان (روی اقیانوسها)، کارگردان خسرو پیمان، تئاتر، ۱۳۴۸
- مرگ پیشه‌ور، کارگردان ولی شیراندامی، تئاتر، ۱۳۴۹
- خانه‌ام ابری است، کارگردان ابراهیم حقیقی، فیلم داستانی، ۱۳۴۹
- شهر کوچک ما، کارگردانان داریوش فرهنگ و مهدی هاشمی، تئاتر، ۱۳۵۰
- سفر خوش، کارگردان پرویز ممنون، تئاتر، ۱۳۵۰
- آهو و پرنده‌ها، کارگردان احمدرضا احمدی، ۱۳۵۱، نمایش رادیویی ضبط شده روی صفحه گرامافون
- تُرب کارگردان دان لافون، تئاتر، (۱۳۵۲–۱۳۵۰)
- خورشید خانوم آفتاب کن، کارگردان دان لافون، تئاتر، ۱۳۵۱
- کوتی و موتی، کارگردان دان لافون، ۱۳۵۱
- شاپرک خانوم، کارگردان دان لافون، تئاتر، ۱۳۵۱
- آریا داکاپو، کارگردان دان لافون، تئاتر، ۱۳۵۱
- حادثه در شهر عروسکها، کارگردان اُسکار باتِک، تئاتر عروسکی
- آهوی گردن‌دراز، کارگردان احمدرضا احمدی، ۱۳۵۲، نمایش رادیویی ضبط شده روی صفحه گرامافون
- روزی که خورشید به دریا رفت، کارگردان احمدرضا احمدی، ۱۳۵۲، نمایش رادیویی ضبط شده روی صفحه گرامافون
- کالیگولا، نویسنده آلبر کامو، کارگردان بهرام شاه‌محمدلو، ۱۳۵۲(پایان‌نامه لیسانس)
- اُتلّلو، کارگردان محمد کوثر، تئاتر، ۱۳۵۴
- دزد و رنگ قرمز، تئاتر و تله‌تئاتر، تئاتر شهر و شبکه اول، ۱۳۵۴
- شال و کلاه و ارّه، تئاتر و تله‌تئاتر، تئاتر شهر و شبکه اول، ۱۳۵۴
- بهار در خاک، تله‌تئاتر، ۱۳۵۴
- بازی خونه، جنگوارهٔ تلویزیونی، شبکه اول، ۱۳۵۵–۱۳۵۴
- خورشید خانوم آفتاب کن، تله‌تئاتر، ۱۳۵۵–۱۳۵۴
- مردمان شهر نینوا، تئاتر صحنه، ۱۳۵۵
- خرس و کوزهٔ عسل، تله‌تئاتر، ۱۳۵۵
- گلباران، تله‌تئاتر، ۱۳۵۶–۱۳۵۵
- آه! اسفندیار مغموم، تئاتر، ۱۳۵۶، (تهیه‌کننده و کارگردان)
- باران، باران، تله‌تئاتر، ۱۳۵۶ (تهیه‌کننده و کارگردان)
- آهسته! محل عبور بچه‌ها، تئاتر صحنه، ۱۳۵۷ (تهیه‌کننده و کارگردان)
- داستان ضحّاک کارگردان سعید پورصمیمی، تئاتر، ۱۳۵۸
- یک جفت کفش برای زهرا، تئاتر، ۱۳۶۰ (تهیه‌کننده)
- پنجاه و سه نفر، کارگردان یوسف سیّد مهدوی، فیلم سینمایی، ۱۳۶۸
- حکایت مسافر گمنام، کارگردان داود میرباقری، تئاتر تلویزیونی ۱۳۶۴ شبکه ۱
- گرگ‌ها، کارگردان داود میرباقری، سریال داستانی، ۱۳۶۵
- زیر گنبد کبود (آقای حکایتی)، شبکه ۱، ۱۳۶۶ و ۱۳۶۸ و ۱۳۷۴ (تهیه‌کننده و کارگردان)
- عبور از غبار، کارگردان پوران درخشنده، فیلم سینمایی، ۱۳۶۷
- شادمانه، کارگردانان رسول نجفیان و بهرام شاه‌محمدلو، مجموعهٔ تلویزیونی ویژه نوروز، ۱۳۶۷
- عطر گل یاس، کارگردان بهمن زرّین‌پور، ۱۳۶۹، شبکه ۱
- آرایشگاه زیبا، کارگردان مرضیه برومند، ۱۳۶۹، شبکه دو
- ۵۳ نفر، کارگردان یوسف سیدمهدوی، ۱۳۷۰، شبکه یک
- آپارتمان،[۴] کارگردان اصغر هاشمی، ۱۳۷۱، شبکه ۱
- یک حرف از هزاران (آهن سرد)، کارگردان جهانگیر صمیمی‌فرد، مجموعه تلویزیونی، ۱۳۷۳
- محله به محله، کارگردان فرهاد آهی، ۱۳۷۴–۱۳۷۳، شبکه تهران
- یک حرف از هزاران (بهلول)، کارگردان جهانگیر صمیمی‌فرد، مجموعه تلویزیونی، ۱۳۷۴
- علاءالدّین، کارگردانان حسین فردرو و بهرام شاه‌محمدلو، سریال داستانی۱۳۷۴
- Let’s learn Farsi (بیایید فارسی بیاموزیم)، کارگردان مصطفی احمدی، شبکه برون مرزی سحر (تهیه‌کننده)
- همراه، کارگردان انوشه مرادی، فیلم داستانی ۱۳۷۷، شبکه ۲
- داستان‌های نوروز، کارگردان مرضیه برومند، مجموعه تلویزیونی، ۱۳۷۹، شبکه ۱
- مردانٛ، بدونِ زنانٛ «فال حافظ»، کارگردان مرضیه برومند، مجموعه تلویزیونی، ۱۳۷۹، شبکه ۱
- کَمین، کارگردان مسعود کرامتی، سریال داستانی، ۱۳۷۹، شبکه ۳
- معصومیت از دست رفته، نویسنده و کارگردان داود میرباقری، سریال داستانی، های ۱۳۸۲–۱۳۸۱
- مختارنامه، کارگردان داود میرباقری، ۱۳۸۱ تا ۱۳۸۸
- خانهٔ آبی، کارگردان بهرام شاه‌محمدلو، شبکه ۱
- در رستوران، کارگردان داریوش مؤدّبیان، تله‌تئاتر، ۱۳۸۴، شبکه ۴
- کتاب‌فروشی هدهد «مثنوی معنوی»، کارگردان مرضیه برومند، ۱۳۸۵، شبکه ۳
- افرا، کارگردان بهرام بیضایی، تئاتر تالار وحدت، ۱۳۸۶
- خسته‌دلان، کارگردان سیروس الوند، مجموعه تلویزیونی، ۱۳۸۸–۱۳۸۷، شبکه ۱
- پرانتز باز «ت، مثل تقلب»، کارگردان کیومرث پوراحمد، ۱۳۸۷، شبکه ۱
- آخرین گودو، کارگردان داود رشیدی، تله‌تئاتر ۱۳۸۷، شبکه ۴
- جویندگان صندوقچهٔ گمشده، کارگردان حسین تبریزی، تله‌فیلم ۱۳۸۸، شبکه ۲
- شبهای خرّمشهر، کارگردان حسین تبریزی، تله‌فیلم ۱۳۸۸، شبکه ۲
- یکی مثل همه، کارگردان کتایون حسینزاده، تئاتر، ۱۳۸۸
- هملت شازده کوچولوی دانمارک، کارگردان رضا بابک، تئاتر، ۱۳۸۸
- این کوچه بن‌بست نیست، کارگردان رؤیا محقّق، فیلم داستانی کوتاه، ۱۳۸۸
- آخرین نما، کارگردان رها رضوی، فیلم داستانی کوتاه، ۱۳۸۹
- نَفَس زمین، کارگردان کیهان شادور، سریال تلویزیونی، ۱۳۸۹
- مرد مجرّد، کارگردان شیرمرز، تله‌فیلم، ۱۳۸۹
- رازهای یک خانه «پاییز، یکی از روزها»، کارگردان حمید لبخنده، تله‌تئاتر + تله‌فیلم، ۱۳۹۰، شبکه ۴
- اسب، سیب، بهار، نویسنده احمدرضا احمدی، کارگردان آناهیتا غنی‌زاده، تئاتر، تالار هنر، ۱۳۹۰
- بدنبال بخت، کارگردان بهرام شاه‌محمدلو، برج میلاد، ۱۳۹۰
- سیر و سرکه، کارگردان غلامرضا رمضانی، سریال داستانی تلویزیونی، ۱۳۹۱–۱۳۹۰، شبکه ۲
- دو لیتر در دو لیتر صلح، کارگردان حمیدرضا آذرنگ، تئاتر، ۱۳۹۰و ۱۳۹۱
- نیلوفر مرداب، نویسنده ترانه برومند، تئاتر، بهمن ۱۳۹۱
- آب پریا، کارگردان مرضیه برومند، سریال داستانی تلویزیونی، نوروز ۱۳۹۲، شبکه ۲
- گوشه دل تهرون، کارگردان رامبد جوان، سریال تلویزیونی ۱۳۹۲
- سه ماهی، کارگردان حمیدرضا قربانی، تله‌فیلم ۱۳۹۲
- چه کسی سهراب را کشت؟ کارگردان شهرام کرمی، تئاتر 1396
- خانواده دکتر ماهان کارگردان راما قویدل و علی محمد قاسمی، سریال ۱۳۹۸
- آواز خرس کارگردان مریم بهلول ، فیلم کوتاه 1402

• مهمونی؛ کارگردان ایرج طهماسب نمایش خانگی ۱۴۰۲
سلمان فارسی(در حال ساخت)

### کارگردانی
- ترب، تئاتر صحنه، ۱۳۵۳
- خرس و کوزهٔ عسل، تله‌تئاتر ۱۳۵۵
- بچه‌ها بیاین تماشا، تئاتر عروسکی و فیلم، ۱۳۵۹
- آدینه ۱۳۶۰ (تهیه‌کننده)
- خبرچین، سریال داستانی، ۱۳۶۱ شبکه ۱
- تئاتر نوجوانی، ۱۳۶۲، شبکه ۱
- وَهٛمِ عکسٛ، تله‌تئاتر، ۱۳۶۳–۱۳۶۴، شبکه ۱
- رنگین کمان، نمایش عروسکی، ۱۳۶۴ و ۱۳۶۵ شبکه ۱
- جُنگ قربان، جُنگ، ۱۳۶۵
- تَنی از تَنها، تَنهاٛ، تله‌تئاتر، ۱۳۶۵، شبکه ۱
- «طنزهای نمایشی»، تله‌تئاتر، ۱۳۶۵، شبکه ۱
- تُپلی، سریال داستانی - عروسکی، ۱۳۶۹–۱۳۶۸ شبکه ۱
- فینگیل، سریال داستانی - عروسکی، ۱۳۷۲–۱۳۷۰، شبکه ۱ (تهیه‌کننده)
- دربارگاه شاهان، تله‌تئاتر، ۱۳۷۱
- روزها و حکمت‌ها، تله‌تئاتر ۱۳۷۲
- نیمهٔ پنهان ماه، سریال داستانی، شبکه ۱
- علاءالدّین، سریال داستانی، ۱۳۷۴ شبکه ۱
- خاطره تله‌تئاتر، ۱۳۷۷–۱۳۷۶، شبکه ۱
- هر چه می‌خواهد دل تنگت بگو، ۱۳۷۸–۱۳۷۷، شبکه ۳ (تهیه‌کننده)
- جُنگ فِطر، ۱۳۷۸ (تهیه‌کننده)
- خنده پردازان، ۱۳۷۹–۱۳۷۸، شبکه جام جم (تهیه‌کننده)
- گیلی گیلیها، مجموعه داستانی - عروسکی، ۱۳۸۰
- نی نی، مون، داستانی - عروسکی، ۱۳۸۲
- خانهٔ آبی، نمایش عروسکی، ۱۳۸۳–۱۳۸۲، شبکه ۱

### عروسکی
- آهو و پرنده‌ها، کارگردان: احمدرضا احمدی، ضبط شده روی صفحه گرامافون، ۱۳۵۱ (بازیگری رادیو تئاتر)
- حادثه در شهر عروسک‌ها، تئاتر عروسکی۱۳۵۲–۱۳۵۱ (بازیگری، بازیگری نقش عروسک‌ها)
- آهوی گردن‌دراز، کارگردان: احمدرضا احمدی، ضبط شده روی صفحه گرامافون، ۱۳۵۲
- روزی که خورشید به دریا رفت، کارگردان: احمدرضا احمدی، ضبط شده روی صفحه گرامافون، ۱۳۵۲
- بازی خونه، جنگوارهٔ تلویزیونی ۱۳۵۵– ۱۳۵۴، (بازیگری، بازیگری نقش عروسک‌ها)
- خونه مادربزرگه کارگردان: مرضیه برومند، ۱۳۶۴
- بیالوی آوازخوان در سرزمین بَل‌بَل خان، کارگردان: مرضیه برومند، سریال داستانی - عروسکی
- روباه و خروس، ۱۳۷۷
- خانهٔ آبی، کارگردان: بهرام شاه محمدلو
- کلبهٔ جنگلی «خونهٔ گلپر اینا»، کارگردان: زهرا جواهری، نمایش عروسکی ۱۳۸۴ – ۱۳۸۳
- اینجا نذری در راه است کارگردان: صدیقه موسوی‌زاده، فیلم مستند داستانی ۱۳۸۹، شبکه ۱